# Charles Henry Thompson
Charles Henry Thompson (*1870-1931) fue un botánico y micólogo estadounidense que se desarrolló académicamente en el Missouri Botanical Garden, y más tarde en el "Massachusetts College".

## Honores

### Epónimos
- (Crassulaceae) Thompsonella Britton & Rose

- La abreviatura «C.H.Thomps.» se emplea para indicar a Charles Henry Thompson como autoridad en la descripción y clasificación científica de los vegetales.[1]